# ادبیات ختنی
ادبیات خُتَنی یا سکایی میانه به نوشته‌ها و روایات شفاهی به جای مانده به زبان ختنی گفته می‌شود. آثاری به زبان سکایی در اواخر قرن نوزدهم و اوایل قرن بیستم در تُمشُق، نزدیک مارال‌باشی واقع در شمال‌شرقی کاشغر و در ختن، در جنوب‌شرقی همان شهر به‌دست آمده‌است. همهٔ این آثار متعلق به بودایی‌هاست و حتی آثار غیردینی سکایی نیز رنگ و صبغه بودایی دارد. آثار غیردینی بخشی شامل نامه‌های خصوصی و بخشی شامل مکاتبات دیوانیِ ختن است. آثار سکایی را به دو دستهٔ سکاییِ ختنی (یا ختنیِ مطلق) و سکایی تمشُق تقسیم می‌کنند. آثار تمشقی از نظر زبانی کهنه تر هستند.
تقریباً همه آثار بودایی از سنسکریت ترجمه شده‌اند که فقط اصل بعضی از آن‌ها در دست است و اصل بسیاری از این آثار را از روی ترجمه‌های تبتی و چینی موجود، که اصل سنسکریت آن‌ها از میان رفته است، می‌توان بازشناخت. ترجمه‌ها گاه تحت‌اللفظی و گاه نسبتاً آزاد است. متون سکایی شامل مطالب مربوط به اصول عقاید، تمثیل‌ها و روایت‌ها، اقرارنامه‌ها و توبه نامه، رساله‌های طبی، یک متن کوچک جغرافیایی، واژه‌نامه‌های چینی-ختنی و یک واژه نامه ترکی-ختنی است. مفصل‌ترین متن ختنی کتاب زَمبستا به شعر است. داستان هندی رامه و همسرش سیتا، منظومه‌ای حماسی است که از آن تفسیر بودایی شده‌است. در میان اشعار ختنی، نمونه‌هایی از اشعار غنایی و مدیحه نیز وجود دارد. نسخه‌های موجود ختنی در تاریخی میان ۷۰۰ تا ۱۰۰۰ میلادی به خط براهمی (مقتبس از سنسکریت) نوشته شده‌است.

## لاتین
1. ↑  Tumshuq
2. ↑  Maralbashi